# Aeronáutica Militar Española

Emblem der Aeronáutica Militar Española 1913

Die Aeronáutica Militar Española war die erste Bezeichnung der spanischen Luftwaffe von 1910 bis zu Beginn des Spanischen Bürgerkrieges. Sie war innerhalb der Landstreitkräfte Ejército de Tierra angesiedelt. Aeronáutica Militar, zusammen mit Aeronáutica Naval, gilt als der Vorläufer der heutigen spanischen Ejército del Aire. 

## Geschichte
Am 2. April 1910 wurde die Aeronáutica Militar gegründet und begann mit Freiballonen zur militärischen Aufklärung und Fesselballonen die am Boden vertäut waren und die Landstreitkräfte unterstützten. Die Geburtsstunde der militärischen Luftfahrt in Spanien mit Flächenflugzeugen war am 2. Februar 1911 als das erste Flugzeug, eine Farman M.F.7 am Flugfeld Cuatro Vientos in Madrid zum ersten Mal flog, und man mit der Ausbildung von Militärpiloten an der neu errichteten Militärflugschule begann. Durch ein königliches Dekret vom 28. Februar 1913 wurde die erste Abteilung Servicio de Aeronáutica Militar geschaffen. Es wurden zwei Abteilungen mit der Ballon- und Aviacióneinheit gegründet. Am 16. April 1913 wurde das Emblem eingeführt, das noch heute gilt. Pedro Vives Vich (1858–1938) war der erste Kommandeur der Aeronáutica Militar Española.

Lohner 1913

Im Jahre 1913 flog die Aeronáutica Militar Española ihren ersten militärischen Einsatz in Tétouan in Marokko mit Maschinen des österreichischen Flugzeugfabrikanten Ludwig Lohner. 
Unter Leitung Pedro Vives Vich wurden zwischen 1916 und 1919 die ersten militärischen Flugzeuge in Spanien gebaut. Dies war eine Reihe von einmotorigen Doppeldeckern, die von der 1915 gegründeten spanischen Sociedad Española de Construcciones Aeronáuticas y Similares (SECAS) gebaut wurden.
Während des spanischen Bürgerkrieges teilte sich die militärische Luftfahrt in die Fuerzas Aéreas de la República Española (FARE) und die Aviación Nacional (Nationale Luftstreitkraft), die auf Seiten der Putschisten unter General Franco kämpften. Nach dem Tode von Pedro Vives Vich 1938 wurde Alfredo Kindelán Duany der Befehlshaber der spanischen Luftstreitkräfte, und am 7. Oktober 1939 bekam das Ejército del Aire den offiziellen Status einer Teilstreitkraft.